# پایگاه داده‌های استنتاجی
پایگاه داده‌های استنتاجی (Deductive Database) نوعی پایگاه داده‌ها است که می‌توان از قوانین برای ایجاد دادهٔ جدید (به صورت ضمنی) از روی داده‌های موجود استفاده کرد. اولین مزیتی که می‌توان برای این نوع پایگاه داده‌ها بیان کرد پتانسیل بالا برای کم‌کردن حجم داده‌ها است. سایر مزایایی که می‌توان برشمرد عبارتند از:
- با استفاده از قوانین می‌توان نوع جدیدی از داده‌ها را قبلاً امکان ذخیره‌سازی آن‌ها وجود نداشت یا به‌سختی و با هزینهٔ بالایی مقدور بود، ذخیره کرد. مثلاً داده‌های بازگشتی، داده‌های بیکران و …
- پایگاه داده‌های استنتاجی بر پایهٔ اصول منطق ریاضی است و به عنوان بخشی از برنامه‌نویسی منطق شمرده می‌شوند. در این نوع پایگاه داده‌ها می‌توان از قدرت و انعطاف‌پذیری زبان‌های برنامه‌نویسی منطق (مانند پرولوگ) استفاده کرد.

ایدهٔ استفاده از قوانین برای ایجاد اطلاعات جدید، ایدهٔ جدیدی نیست؛ استنتاج خودکار یک زمینهٔ تحقیقاتی بزرگ و پرطرفدار در سال ۱۹۶۰ و دههٔ بعد از آن بوده است. در برنامه‌نویسی منطق، پایگاه‌دادهٔ استنتاجی و سیستم‌های خِبره (به انگلیسی: Expert Systems) از نتایج حاصل از این تحقیقات استفاده شده است. شاید بتوان سیستم‌های خبره را شبیه پایگاه داده‌های استنتاجی معرفی کرد. نحوهٔ کار هر دو استفاده از یک سری قوانین برای نتیجه‌گیری اطلاعات جدید است. ولی این دو دقیقاً شبیه هم نیستند، به این صورت که یک سیستم خبره قانون محور (به انگلیسی: Rule-oriented) است، در حالی که یک پایگاه داده‌های استنتاجی داده محور (به انگلیسی: Data-oriented) است. به زبان ساده‌تر در پایگاه‌داده‌های استنتاجی حجم عظیمی از داده‌ها ذخیره و پردازش می‌شوند، در حالی که در سیستم‌های خبره حجم عظیمی از قوانین ذخیره و پردازش می‌شود.